# Terrible (1779)
Pour les articles homonymes, voir Terrible.
Le Terrible est un navire de ligne de 110 canons de la Marine française, navire de tête de sa classe.

## Histoire
Il est en 1780 sous les ordres de Châteauvert.
En 1783, il participe à une flotte franco-espagnole rassemblée devant Cadix sous le commandement de l'amiral d'Estaing, mais la fin de la guerre d'indépendance américaine a lieu avant qu'il ne soit mis en action.
Il prend part ensuite à la bataille du 13 prairial an II, où il est démâté par le HMS Royal Sovereign puis à la campagne de l'hiver 1794-1795 et à la croisière de Bruix (en).
Désarmé en 1802, condamné en mai 1804, il est finalement démantelé en octobre.